# 孫觀圻
孫觀圻（？年—？年），字補笙，江蘇省無錫縣人，日本中央大學法律本科畢業，法政科進士。

## 生平
- 宣統三年（1911年）九月，經學部驗看考試列最優等，賞給法政科進士[2]。
- 大理院推事，北平地方法院院長，開灤煤礦法律顧問、孫傳芳遇刺案律師。
- 直隸高等審判廳民二庭審判長推事、嘉定地方審判廳審判廳長、天津地方審判廳廳長。
- 山西第二高等審判分廳監督推事[3]。
- 天津市第二、三、四界政協委員[4]。

## 著作
- 《民法要論》，孫觀圻著,天津孫觀圻律師事務所，天津華新印刷局，1933年4月版。
- 《今日生齋甲集》
- 《關於李秀成自傳原稿的真偽問題》，《歷史研究》1957年第4期，18頁
- 《論國際上之仲裁裁判》，《外交報》，1910年8月29日，第286期
- 《論國籍之效果》，《外交報》，1909年，第297號。
- 《論最惠國條款》，《外交報》，第292期
- 《民事訴訟條例對於民事訴訟律草案改正之要點》,《法律評論》,第253期,1928年